# هنري كوت
هنري كوت (بالإنجليزية: Henry Cote)‏ هو لاعب كرة قاعدة أمريكي، ولد في 19 فبراير 1864 في تروي في الولايات المتحدة، وتوفي بنفس المكان في 28 أبريل 1940.